# Magma (filme)
Magma: Volcanic Disaster (br: Magma: A Fúria Do Vulcão/pt: Magma) é um filme estadunidense do gênero ficção científica produzido pela Sci Fi Pictures em 2006. É dirigido por Ian Gilmore e estrelado por Xander Berkeley e Amy Jo Johnson. Teve cenas filmadas na Bulgária, no sudeste do país, onde se localizam os pontos mais elevados da península Balcânica.
O filme gira em torno de uma teoria ficcional chamada Exodus, que previa que em um determinado momento, devido a uma combinação de fatores, todos os 1.500 dos vulcões do planeta (550 em terra e os demais no oceano) poderiam entrar em erupção dentro de um curto período de tempo. O nome do filme Magma, vem do fato de que uma erupção é precedida de movimentos de magma no interior da Terra até à camada externa sólida. O estudo do magma move as pesquisas dos personagens do filme.

## Sinopse
Quando um vulcão localizado na Islândia, adormecido há 700 anos entra em erupção, o vulcanólogo John Shepard (Xander Berkeley) é convocado para guiar um grupo de pesquisa até o local. Shepard, que também é professor universitário, sustenta há anos uma teoria pouco difundida, que um antigo pesquisador chamou de Exodus. Uma de suas alunas mais aplicadas, Brianna (Amy Jo Johnson) se oferece para o grupo de pesquisa e junto com mais três especialistas, eles partem para a Islândia. Porém, ao começarem as pesquisas no local, uma outra erupção acontece em um vulcão perto do primeiro. Eles conseguem deixar o local em segurança, mas o professor Shepard percebe que sua teoria poderia estar acontecendo. Em poucos dias, outras erupções acontecem em muitos lugares, confirmando emfim a teoria de Exodus: Todos os 1.500 dos vulcões da Terra estrarão em erupção dentro de um curto período de tempo, levando o planeta a uma segunda era glacial.
Convencido pela série de explosões, o professor Shepard leva seus estudos ao conhecimento do governo dos Estados Unidos, mas um antigo rival que trabalha em dos departamentos de pesquisa, afirma que tudo isso não passa de mera fantasia de Shepard. A corrida contra o tempo é grande e os números não mentem, as erupções continuam e não irão parar, ao não ser que algo seja feito. A única chance é convencer os governantes da gravidade do problema antes que seja tarde demais.

## Elenco
- Xander Berkeley como Peter Shepherd
- Amy Jo Johnson como Brianna "Bree" Chapman
- David O'Donnell como C.J.
- George R. Sheffey como Dr. William Kincaid
- Michael Durrell como President Fletcher
- Reiko Aylesworth como Natalie Shepherd
- Vlado Mihailov como Kai Senakoia
- Rushi Vidinliev como Jacques
- Valentin Ganev como Oskar Valenteen
- Assen Blatechki como Holloway
- Scott Owens como Harv
- Jonas Talkington como Stephen Daugherty
- Ryan Spike Dauner como O'Neil
- Dessi Morales como Melanie

## Lançamento
Magma estreou nos Estados Unidos com exclusividade pelo Sci Fi Channel em 21 de janeiro de 2006, como principal destaque da programação especial do canal sobre ameaças naturais, que envolvia séries e filmes temáticos. No Brasil, o filme estreou nos canais da HBO e foi lançado em DVD pela Focus Films. Também ganhou exibição na TV aberta pelo SBT. Desde 2012, Magma vem sendo exibido com frequência pelo canal pago Cinemax Brasil.